# دبیرستان جلال آل احمد
دبیرستان دوره دوم دخترانهٔ جلال آل احمد (با نام پیشین دبیرستان شاهدخت) مدرسه‌ای دخترانه در شهر کرمانشاه و قدیمی‌ترین مدرسهٔ دخترانه‌ای است که در این شهر به‌صورت پیوسته از سال ۱۳۱۴ خورشیدی تاکنون به فعالیت خود ادامه می‌دهد. دبیرستان دوره دوم دخترانهٔ جلال آل احمد در خیابان شریعتی کرمانشاه واقع شده و جزء ناحیهٔ ۲ آموزش و پرورش این شهر قرار می‌گیرد و به‌صورت هیئت امنایی اداره می‌شود.

## تاریخچه

پرچم دبیرستان شاهدخت (جلال آل احمد) کرمانشاه، در مسابقات قهرمانی آموزشگاه‌های ایران در دست دیانا پارسیان سرگروه دبیرستان. (تهران، ۱۳۴۰)

تأسیس آموزش و پرورش نوین به ویژه برای دختران با موانع زیادی همراه بود. در شهر کرمانشاه نخستین مدارس دخترانه با مخالفت نیروهای مذهبی مواجه شده و دو تن از مدیران ادارهٔ معارف این شهر، اسماعیل‌خان معاضدالملک و سید حسین کزازی به دلیل تلاش برای راه‌اندازی مدارس دخترانه ترور شدند. نخستین مدرسهٔ دخترانه در کرمانشاه در سال ۱۳۰۱ خورشیدی به نام مدرسه دولتی دوشیزگان عضدیه با کمک مالی ابوالفضل میرزا عضدالسلطان تأسیس شد.
در دوران پهلوی اول، سه دبیرستان دخترانه به نام‌های شاهدخت، پوراندخت و اتحاد در کرمانشاه تأسیس شد. دبیرستان شاهدخت که یکی از آن سه مدرسه دخترانه بود، در سال ۱۳۱۴ خورشیدی (۱۹۳۵ میلادی) تأسیس شد و توانست فعالیت خود را ادامه داده و دوام بیابد.

### مدرسهٔ ماندگار
دبیرستان دخترانهٔ جلال آل احمد در سال تحصیلی ۸۷–۸۶ از سوی شورای عالی آموزش و پرورش طی جلسه ۶۵۲ کمیسیون معین، به عنوان مدرسه ماندگار شناخته شد. مدرسهٔ ماندگار در ایران به مدرسه‌ای گفته می‌شود که بیش از ۵۰ سال قدمت داشته، در سطح ملی و بین‌المللی دارای اعتبار و پیشینهٔ درخشان علمی، فرهنگی و تاریخی باشد.

## نام مدرسه
مشخص نیست که این مدرسه در زمان تأسیس چه نامی داشته‌است. با این حال احتمالاً در دوران پهلوی دوم که نامگذاری اماکن مختلف به نام خویشاوندان شاه و افراد خاندان پهلوی رواج یافت، نام دبیرستان شاهدخت بر روی مدرسه گذاشته‌شد. با وقوع انقلاب بهمن ۱۳۵۷، مدرسه در یادبود جلال آل احمد نویسندهٔ ایرانی به نام دبیرستان دخترانهٔ جلال آل احمد نامیده شد.

## معلمان
از میان معلمان نامدار این مدرسه می‌توان به عزیزالله بیات اشاره کرد که به تدریس تاریخ و جغرافیا اشتغال داشت.

## شیوهٔ اداره
دبیرستان دخترانهٔ جلال آل احمد به عنوان یک مدرسهٔ ماندگار به شیوهٔ هیئت امنایی اداره می‌شود. هیئت امنای این مدرسه نیز همچون سایر مدارس ماندگار از افراد زیر تشکیل شده‌است:
1. مدیر مدرسه (دبیر هیئت امناء)،
2. نماینده معلمان،
3. رئیس انجمن اولیاء و مربیان،
4. یک نفر از اولیای دانش آموزان به انتخاب انجمن،
5. رئیس شورای آموزش وپرورش استان یا نماینده ثابت وی،
6. رئیس سازمان آموزش وپرورش استان یا نماینده ثابت وی،
7. رئیس آموزش وپرورش شهرستان/منطقه
8. یک نفر از صاحب نظران آموزشی و فرهنگی به انتخاب اعضاء و با ابلاغ رئیس سازمان آموزش و پرورش استان (ترجیحاً از دانش‌آموختگان همان واحد آموزشی).[۸]

## دانش‌آموختگان
- دره میرحیدر (چهرهٔ ماندگار در رشتهٔ جغرافیا)[۱۲]
- فهیمه فرخ‌نیا (متخصص بیهوشی و دانشیار دانشگاه علوم پزشکی تهران)
- دیانا پاویسیان (بازیکن سابق تیم ملی والیبال زنان ایران)[۱۳]
- فیروزه اجاق (قهرمان بسکتبال و فعال سیاسی)[۱۴][۱۵]

## امکانات مدرسه
دبیرستان جلال آل احمد دارای یک تالار است. در گذشته از این تالار به عنوان سالن نمایش استفاده می‌شد و گروه‌های تئاتر خارج از مدرسه در آن به اجرای نمایش می‌پرداختند. از جمله هنرمندانی که در تالار مدرسهٔ جلال آل احمد به اجرای تئاتر پرداخته‌اند می‌توان به گروه‌هایی به سرپرستی علی‌اشرف جواهری، غلامحسین ناجی، محمدتقی وطن‌چی و غلامرضا عزیزی اشاره کرد.